# 홍수철
홍수철(洪秀哲, 1957년 1월 17일 ~ )은 대한민국의 싱어송라이터 출신이며 현재는 개신교 장로회(예장통합) 목사 겸 대학 교수이다.

## 생애
본관은 남양(南陽)이며 서울 출생이다. 프로복싱 세계챔피언이었던 홍수환(洪秀煥)의 아우인 그는 음악감상과 축구에 취미가 있고 복싱에 특기가 있다. 그는 1977년 《머물게 해주》라는 곡으로 가수 데뷔하였으며 한때 "고슴도치"라는 자신의 전속 록 음악 밴드를 이끌고 보컬리스트 겸 기타리스트로 활동하기도 하였다. 대표곡으로 《철없던 사랑》이 있고 《떠난 후에》, 《잊혀진 영화처럼》, 《장미빛깔 그입술》, 《한걸음만 더》, 《서울에서 평양까지》, 《황제를 위하여》,  《돈 때문에》 등의 곡을 잔잔하게 히트 시켰으나 노래 작품 작곡 표절 관련 사건으로 인해 1992년 이후에는 가수 활동에서 은퇴하였다.  
장로회신학대학교 신학대학원을 졸업하고 수련과정을 거쳐 개신교 장로회(예장통합) 목사 안수를 받았다. 현재까지 구리 소재 예빛장로교회 담임목사로 있다. 그는 직계 가족관계로 아내와 슬하 2남이 있다.

## 주요 이력
- 前 한일장신대학교 겸임교수
- 前 협성대학교 강사
- 前 아세아연합신학대학교 겸임교수
- 前 장로회신학대학교 전임강사
- 前 성결대학교 특임강사
- 前 감리교신학대학교 외부강사

## 가족 관계
- 아내 박미령
  - 자녀: 슬하 2남
- 형: 홍수환(洪秀煥, 1950년 5월 26일 ~ , 복싱 선수 및 프로복싱 세계챔피언 출신.)
- 형수: 옥희(玉姬, 1953년 ~ , 본명 김광숙(金光淑), 가수 겸 기업가.)

## 음반
- 1977년 머물게해주 / 어떤날 둘이는
- 1978년 등대불이 왜 켜있는지 아세요
- 1983년 홍수철과 고슴도치 / 웬일일까 / 애수 / 언제까지나
- 1985년 철없던 사랑 / 바람부는 날엔 / 미워하지마 / 너너너
- 1986년 '86 New Album
- 1986년 나에게 애인이 생겼어요 / 떠난 후에 / 잊혀진 영화처럼 / 사랑의 무도장
- 1988년 '88 홍수철 / 장미빛깔 그입술 / 추억의 다운타운
- 1989년 '89 홍수철 / 한걸음만 더 / 애리
- 1992년  홍수철6  / 서울에서 평양까지 / 사랑은 너를 닮아
- 1993년 황제를 위하여 / 돈 때문에

## 가요 프로그램 1위
| 연도            | 수상 내역 (총 2회)                                                                                  |
| --------------- | --------------------------------------------------------------------------------------------------- |
| 1986년 (총 2회) | - 철없던 사랑 (총 2회) - 10월 22일 KBS 《가요톱텐》 1위 - 10월 29일 KBS 《가요톱텐》 1위 (2주 연속) |